# Christian Achim Kühn
Christian Achim Kühn (* 1981 in Köln) ist ein deutscher Fusionmusiker (Gitarre, Komposition).

## Leben und Wirken
Kühn spielt seit seinem 13. Lebensjahr Gitarre und komponiert Musik. Er studierte Jazzgitarre am Prins Claus Conservatorium in Groningen bei Frank Wingold. Während seines Studiums gründete er 2012 mit drei Kommilitonen das Jazzrock-Quartett Kuhn Fu, das bis heute besteht (in den letzten Jahren in erweiterter Besetzung). Unter seiner Leitung legte es bis 2023 fünf Alben mit seinen Kompositionen vor und tourte mehrfach europaweit und in Israel. 
Weiterhin absolvierte Kühn den Masterstudiengang Komposition an der Hochschule der Künste Bern bei Django Bates, Bert Joris und Xavier Dayer. Er komponierte auch für große Formationen wie Kuhn Kitsch und das Berner Ensemble Hodiernis. Seine Komposition „Tantalos“, die er mit Kuhn Fu einspielte, wurde 2023 mit dem Deutschen Jazzpreis als „Komposition des Jahres“ ausgezeichnet.

## Diskographische Hinweise
- Kuhn Fu Kuhnstantinopolis (2015, mit Ziv Taubenfeld, Esat Ekincioğlu, Lav Kovač)
- Kuhn Fu Kuhnspiracy (Unit Records 2017, mit Ziv Taubenfeld, Esat Ekincioğlu, Lav Kovač)[2]
- Kuhn Fu Chain the Snake (Berhold 2019, mit Ziv Taubenfeld, Esat Ekincioğlu, George Hadow)[3]
- Kuhn Fu Jazz Is Expensive / Live in Saalfelden (Berthold 2022, mit Ziv Taubenfeld, Esat Ekincioğlu, George Hadow sowie John Dikeman, Tobias Delius, Sofia Salvo)[4]
- Kuhn Fu Tantalos (Berthold 2023, EP, mit Ziv Taubenfeld, Esat Ekincioğlu, George Hadow, sowie Kelly O’Donohue, Edith Steyer, John Dikeman, Tobias Delius, Sofia Salvo)